# Cliffortia mirabilis
Cliffortia mirabilis är en rosväxtart som beskrevs av August Henning Weimarck. Cliffortia mirabilis ingår i släktet Cliffortia och familjen rosväxter. Inga underarter finns listade i Catalogue of Life.